# Anicius Probus (préteur)
Anicius Probus (fl. 424-459) était un homme politique de l'Empire romain.

## Vie
Fils de Anicius Hermogenianus Olybrius et de sa femme Anicia Juliana.
Il est préteur en 424 et vir illustris in 459.
Il épouse Adelphia, fille de Valerius Adelphius et petite-fille paternelle de Valerius Adelphius Bassus. Ils ont eu : 
- l'empereur Anicius Olybrius,
- et Anicius Probus, vir consularis : père d'Anicius Olybrius, préfet du prétoire, lui-même probablement le père de Flavius Anicius Junior...